# Övre Vedtjärnen
Övre Vedtjärnen är en sjö i Söderhamns kommun i Hälsingland och ingår i Norralaån-Ljusnans kustområde. Sjön har en area på 0,026 kvadratkilometer och ligger 40,4 meter över havet. Sjön avvattnas av vattendraget Gussisjöån.

## Delavrinningsområde
Övre Vedtjärnen ingår i det delavrinningsområde (679188-156837) som SMHI kallar för Inloppet i Stor-Gussisjön. Medelhöjden är 51 meter över havet och ytan är 3,68 kvadratkilometer. Det finns inga avrinningsområden uppströms utan avrinningsområdet är högsta punkten. Avrinningsområdets utflöde Gussisjöån mynnar i havet. Avrinningsområdet består mestadels av skog (96 procent). Avrinningsområdet har 0,13 kvadratkilometer vattenytor vilket ger det en sjöprocent på 3,4 procent.